# 三舍
三舍，是臺灣臺南市新市區的一個傳統地域名稱，位於該區中部略偏北並延伸至北部中央地帶。相較於今日行政區，其範圍大致包括三舍里不含北半部西側及北半部東南側、大營里西南端、港墘里西北端、新市里北部、新和里北端。

## 歷史
台灣日治初期，三舍地區為一（舊制）街庄，稱為「三舍庄」，隸屬於新化里西堡。該庄北與灣裡街為鄰，東與大營庄為鄰，南邊為港仔墘庄、新市街、新店庄，西邊為橋頭庄、道爺庄。
1901年（日治明治三十四年）11月，全台設置二十廳，該庄隸屬於臺南廳。1903年（明治三十六年）6月，該庄編入「新市區」，隸屬於臺南廳。1909年（明治四十二年）10月，合併二十廳為十二廳，新市區仍隸屬於臺南廳。1920年（大正九年），廢十二廳改設五州二廳，該庄改制為「三舍」大字，隸屬於臺南州新化郡新市庄（新制街庄）。
戰後新市庄改制為新市鄉，隸屬於臺南縣，大字亦改制為村。1950年雲、嘉、南分治，新市鄉仍隸屬於臺南縣。2010年12月25日，因臺南縣市合併為直轄市臺南市，新市鄉改制為新市區，村亦改制為里。

## 聚落
本地區發展較早的聚落有三舍（今北三舍）、樹腳、營樹仔、營樹腳（以上三聚落今合稱南三舍）等，在日治期初期的官方地圖上已有記載。

## 交通

### 鐵路
台鐵縱貫線經過本地區東南部凸出部分，境內未設站。本地區最近的車站在北側是南科車站（簡易車站），在南側是新市車站（三等站）。
台灣高速鐵路以高架方式經過本地區西南部凸出部分的西端，臨近地區未設站。本地區該路線附近地區劃入南部科學園區。

### 公路
省道台19甲線是鹽水區鹽水至梓官區赤崁的幹道，經過本地區南三舍聚落。由該道路北行可前往善化區、麻豆區、下營區、新營區西部等地；南行可前往新市區新市市區、新化區、關廟區、高雄市阿蓮區等地。
區道南137線是善化至三舍的道路。

## 學校
- 國立南科國際實驗高級中學

## 產業
- 南部科學園區：本地區北部及南部的西側各有一部分地區劃入該園區範圍內。